# Алесано
Алеса̀но (на италиански: Alessano) е градче и община в Южна Италия, провинция Лече, регион Пулия. Разположено е на 140 m надморска височина. Населението на общината е 6436 души (към 2012 г.).